# Defensor del menor de la Comunidad de Madrid
El Defensor del Menor de la Comunidad de Madrid es el Alto Comisionado de la Asamblea de Madrid para salvaguardar y promover los derechos de las personas menores de edad de la Comunidad de Madrid. Su creación, ya prevista en la Ley de Garantías de los Derechos de la Infancia y Adolescencia de la Comunidad de Madrid (Ley 6/1995, de 28 de marzo), se concretó jurídicamente en la Ley 5/1996, de 8 de julio, del Defensor del Menor en la Comunidad de Madrid.
El actual Defensor del Menor es Arturo Canalda González, que fue elegido por el Pleno de la Asamblea de Madrid el 8 de noviembre de 2006. El primer Defensor del Menor fue Javier Urra Portillo, entre 1996 y 2001, al que siguió Pedro Núñez Morgades, que ocupó el puesto entre 2001 y octubre de 2006.
En 2012 desapareció la figura del Defensor del Menor de la Comunidad de Madrid, pasando a ser el Instituto del Menor y de la Familia quien asumió sus funciones